# Peakfinder
Ein Peakfinder ist ein Algorithmus, welcher in einem gegebenen Signal alle Peaks findet. 
Die häufigste Anwendung ist das Auffinden von Trägerlinien in einem Frequenzspektrum.
Es gibt verschiedene Methoden, das Spektrum nach Peaks abzusuchen. Die einfachste ist die, das Maximum des Signals zu finden. Der so gewonnene Peak wird aus dem Signal entfernt, und mit dem verbleibenden Signal verfährt man dann genauso. Dies wiederholt man dann so lange bis alle Peaks oberhalb einer Schwelle gefunden wurden. 
Weitere Verfahren nutzen Gauß-Kurven-Korrelationen oder die Wavelet-Zerlegung.